# Josué Lorca
Pour les articles homonymes, voir Lorca.
Josué Lorca, né le 26 décembre 1985, est un fonctionnaire et homme politique vénézuélien.
Il est l'actuel ministre vénézuélien de l'Écosocialisme depuis le 22 avril 2021.

## Formation
Josué Lorca, de son nom complet Josué Alejandro Lorca Vega, est diplômé de la première promotion de l'université bolivarienne du Venezuela en gestion de l'environnement. 

## Carrière politique
En août 2010, il est nommé directeur général du bureau stratégique du suivi et d'évaluation des politiques publiques du bureau du ministère de l'Éducation, puis coordinateur de ce même bureau en janvier de l'année suivante. 
En mars 2017, il est membre suppléant à fondation Robert Serra,. L'année suivante, le 27 juin 2018, il est nommé président de l'institut national des parcs du Venezuela (Inparques) et vice-ministre de la Gestion écosocialiste de l'environnement.
Il est nommé ministre vénézuélien de l'Écosocialisme le 22 avril 2021 par le président Nicolás Maduro en remplacement d'Oswaldo Barbera, mort en fonction d'une maladie cardiaque le 15 avril 2021.